# Nana Iosseliani
Nana Iosseliani (georgisch ნანა იოსელიანი; * 12. Februar 1962 in Tiflis) ist eine georgische Schachspielerin. Sie ist seit 1980 Großmeisterin der Frauen und trägt außerdem seit 1993 den Titel Internationaler Meister.

## Leben

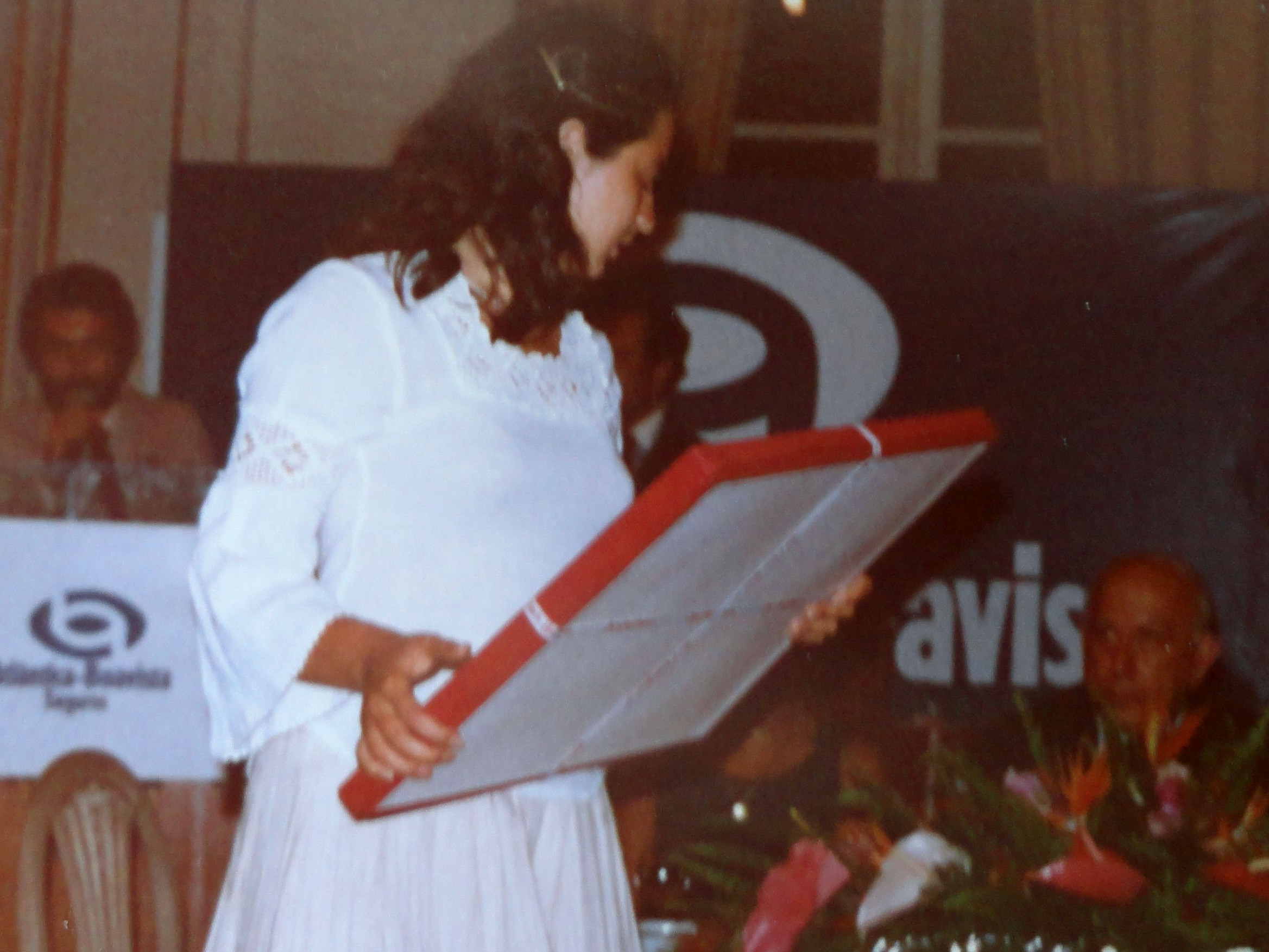
Nana Iosseliani, 1979 in Rio

Ihr erster großer internationaler Erfolg war der Gewinn der – erstmals für Mädchen abgehaltenen – Jugendeuropameisterschaft 1978 in Kikinda, den sie 1979 in Kula wiederholen konnte.
Danach gewann sie das Interzonenturnier der Frauen 1979 in Rio de Janeiro.
In den Jahren 1981 (geteilter erster Platz), 1982, 1986 und 1987 gewann Iosseliani die sowjetische Landesmeisterschaft der Frauen. Sie gewann außerdem zweimal das Kandidatenturnier, unterlag aber jeweils im anschließenden Match um die Weltmeisterschaft den Titelträgerinnen: 1988 gegen Maia Tschiburdanidse (7½:8½) und 1993 gegen Xie Jun (2½:8½).
Seit Oktober 2002 war Iosseliani im internationalen Wettkampfschach nicht mehr aktiv und wird daher bei der FIDE als inaktiv geführt.

## Nationalmannschaft
Sie kam bei insgesamt acht Schacholympiaden der Frauen zum Einsatz: 1980 auf Malta und bei der Schacholympiade 1982 in Luzern trat sie für die Sowjetunion an, wobei sie jeweils Gold holte. Von 1992 bis 2002 startete sie für Georgien. Seit 1994 spielte sie hinter Tschiburdanidse an Brett zwei. Mit der georgischen Mannschaft errang sie dreimal hintereinander (1992, 1994 und 1996) die Goldmedaille, außerdem gewann sie 1980 am Reservebrett und 1992 am dritten Brett jeweils eine individuelle Goldmedaille. Zudem erreichte sie mit der Mannschaft 1998 den zweiten und 2000 den dritten Platz und gewann drei individuelle Silber- und zwei Bronzemedaillen. Mit Georgien nahm Iosseliani außerdem an der Mannschaftsweltmeisterschaft 1997 und den Mannschaftseuropameisterschaften der Frauen 1997 und 1999 (am Spitzenbrett der zweiten Mannschaft) teil. 1997 gewann sie bei der Mannschaftseuropameisterschaft der Frauen sowohl die Mannschaftswertung als auch die Einzelwertung am zweiten Brett, außerdem erreichte sie die zweitbeste Elo-Leistung aller Teilnehmerinnen.

## Vereine
In der deutschen Schachbundesliga der Frauen spielte Iosseliani von der Saison 1998/99 bis zur Saison 2000/01 für den USV Halle und nahm mit ihm außerdem 2000 am European Club Cup der Frauen teil.
In der tschechischen Extraliga spielte sie von 1995 bis 2001 für den ŠK DP Mladí Prag. Sie gewann mit ihm 2001 die tschechische Mannschaftsmeisterschaft und nahm am European Club Cup 1997 teil.